# Pyraloidea
Pyraloidea är en överfamilj av fjärilar som beskrevs av Pierre André Latreille, 1809. Pyraloidea ingår i ordningen fjärilar, Lepidoptera, klassen egentliga insekter, Insecta, fylumet leddjur. Arthropoda och riket djur, Animalia. Enligt Catalogue of Life omfattar överfamiljen Pyraloidea 15 611 arter. 

## Dottertaxa till Pyraloidea, i alfabetisk ordning[1][2]
- Crambidae Latreille, 1810, Gräsmott
- Pyralidae Latreille, 1809, Solmott

## Bildgalleri
Exempel på gräsmott, en bild per underfamilj

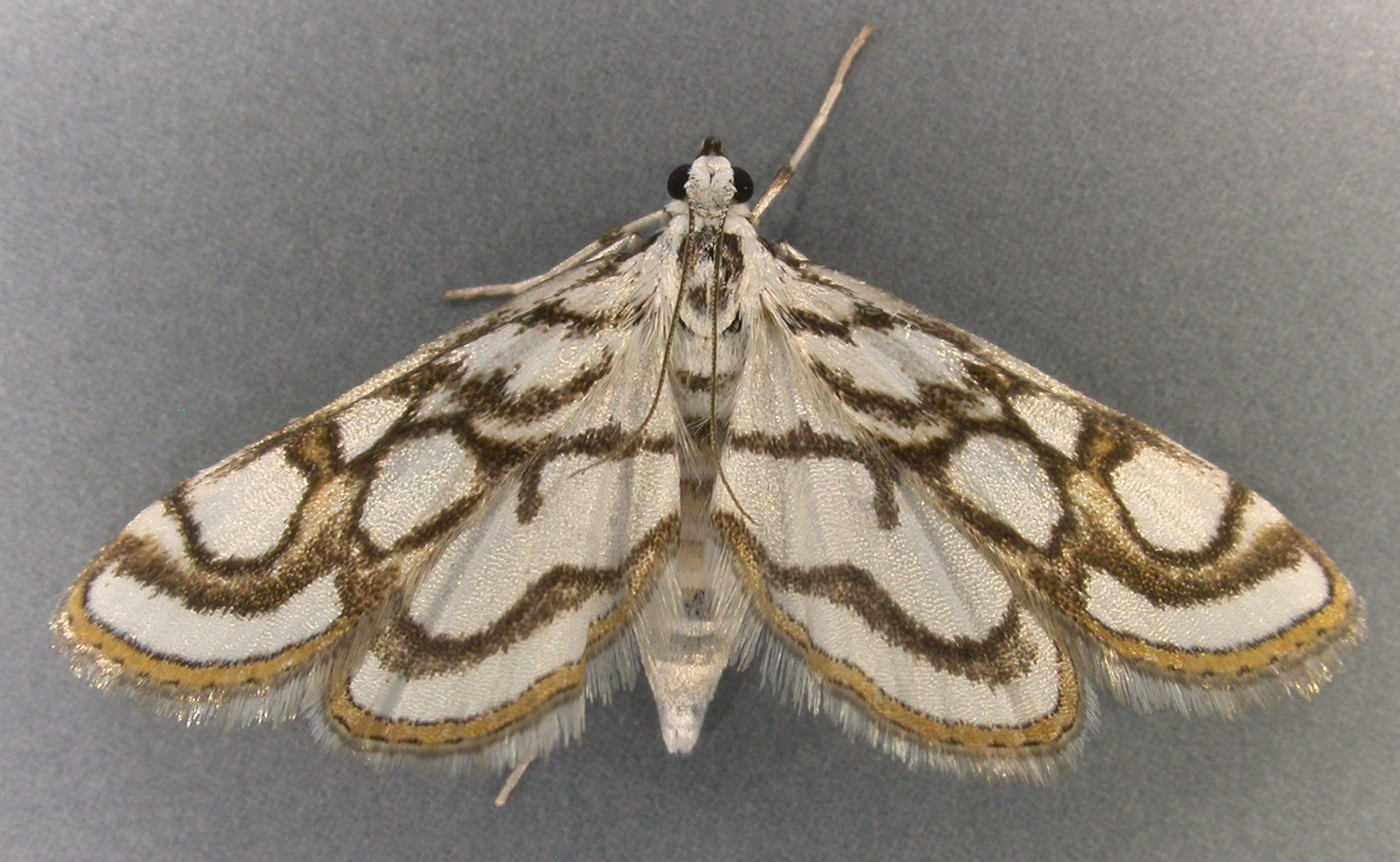
Acentropinae dammott,  Nymphula nitidulata
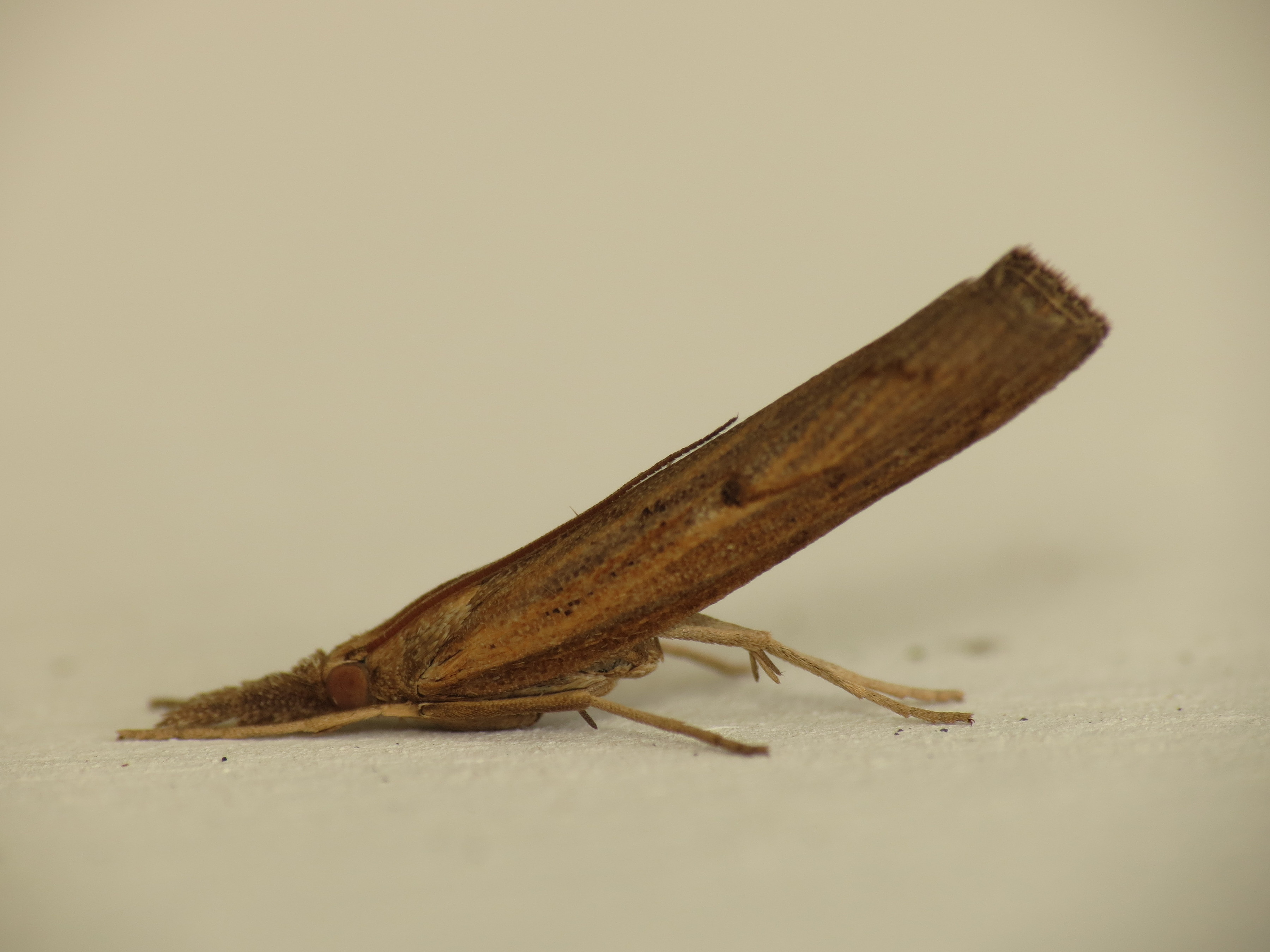
Crambinae gräsmattemott, Pediasia contaminella
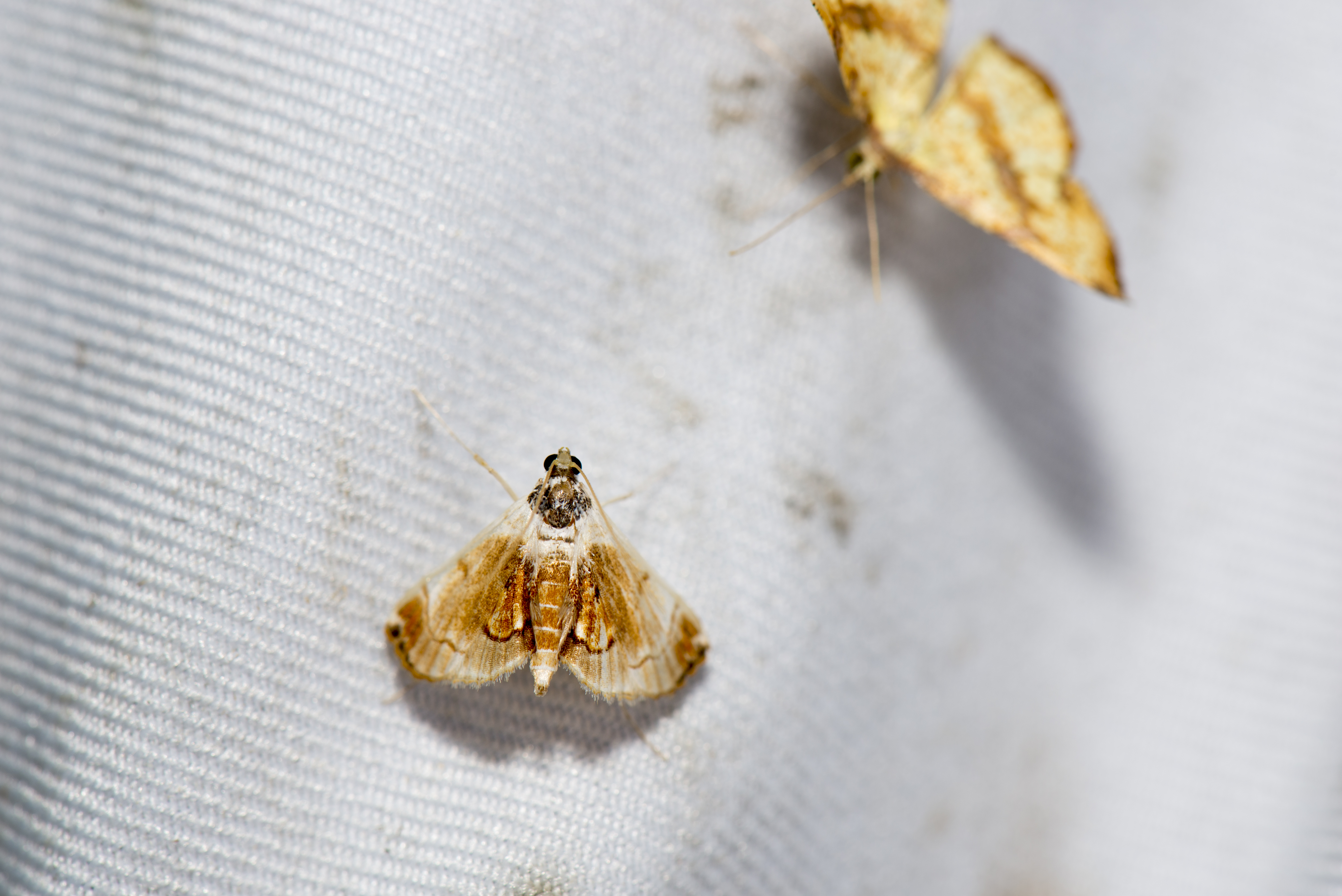
Cybalomiinae Hendecasis pulchella
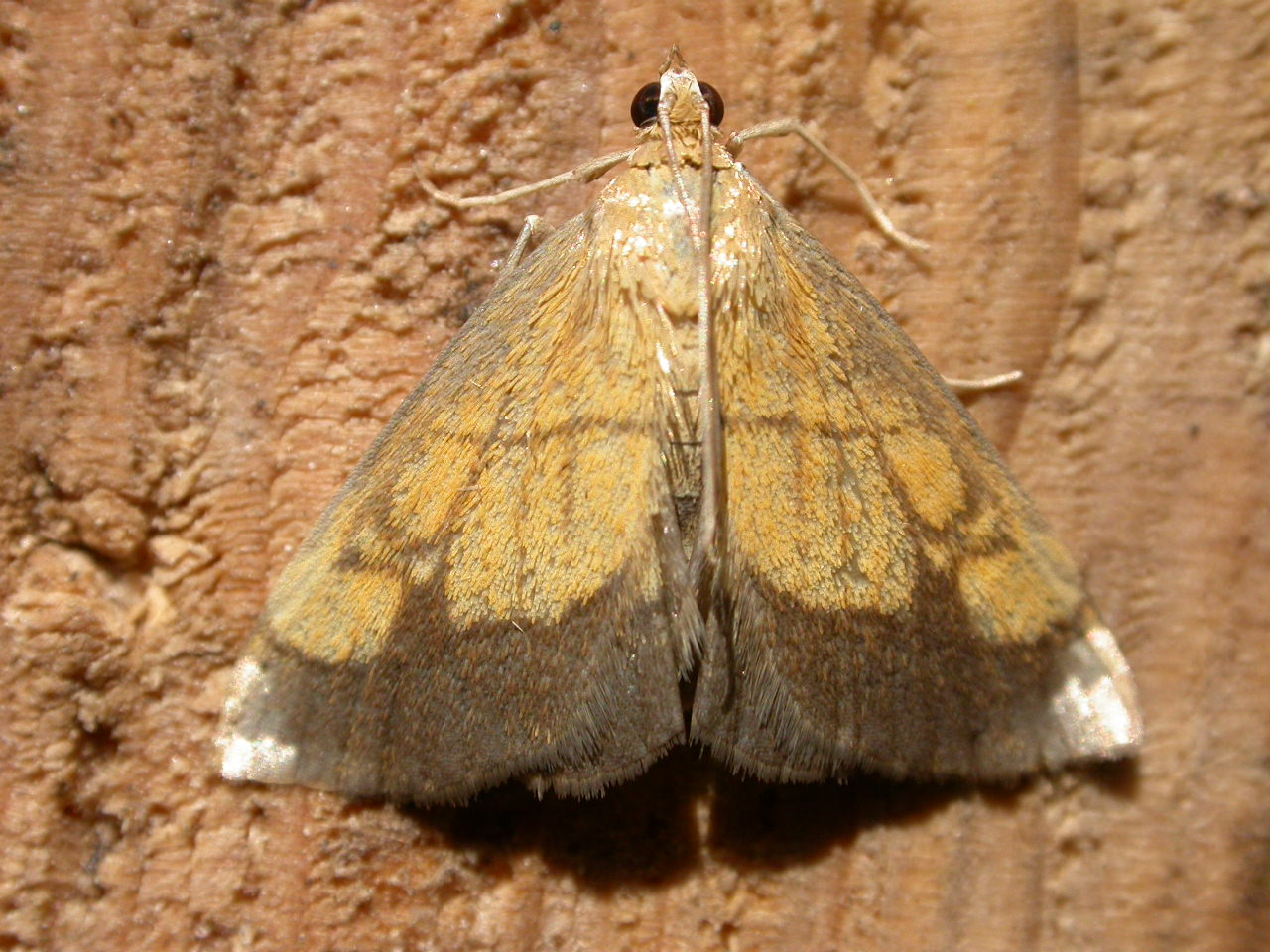
Evergestinae löktravsmott Evergestis limbata
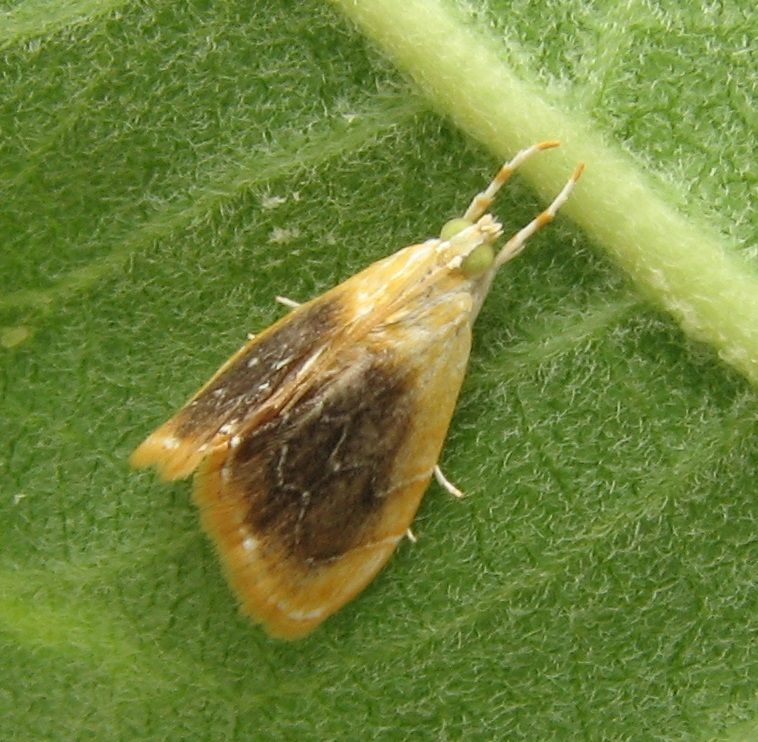
Glaphyriinae Glaphyria fulminalis
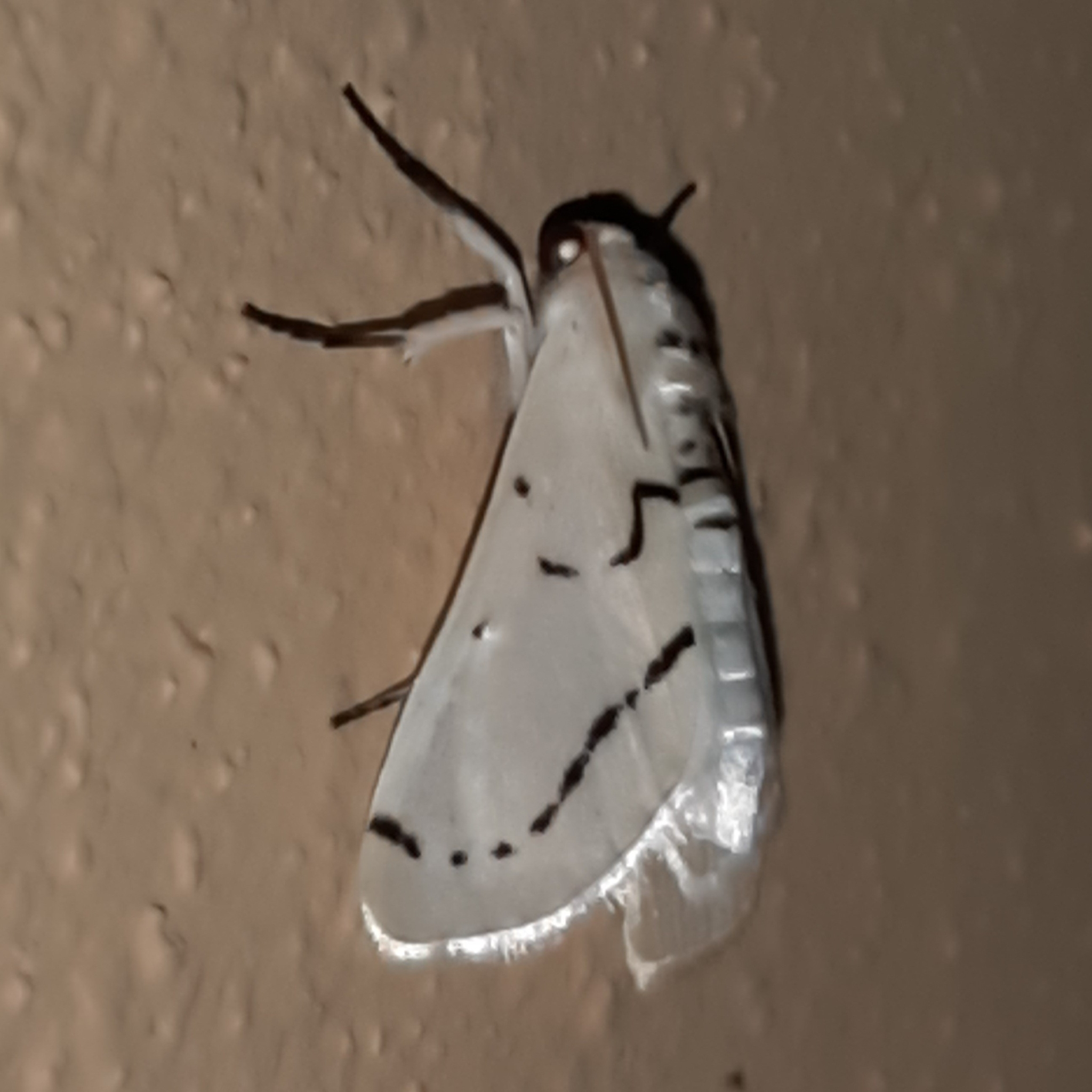
Linostinae, Linosta centralis
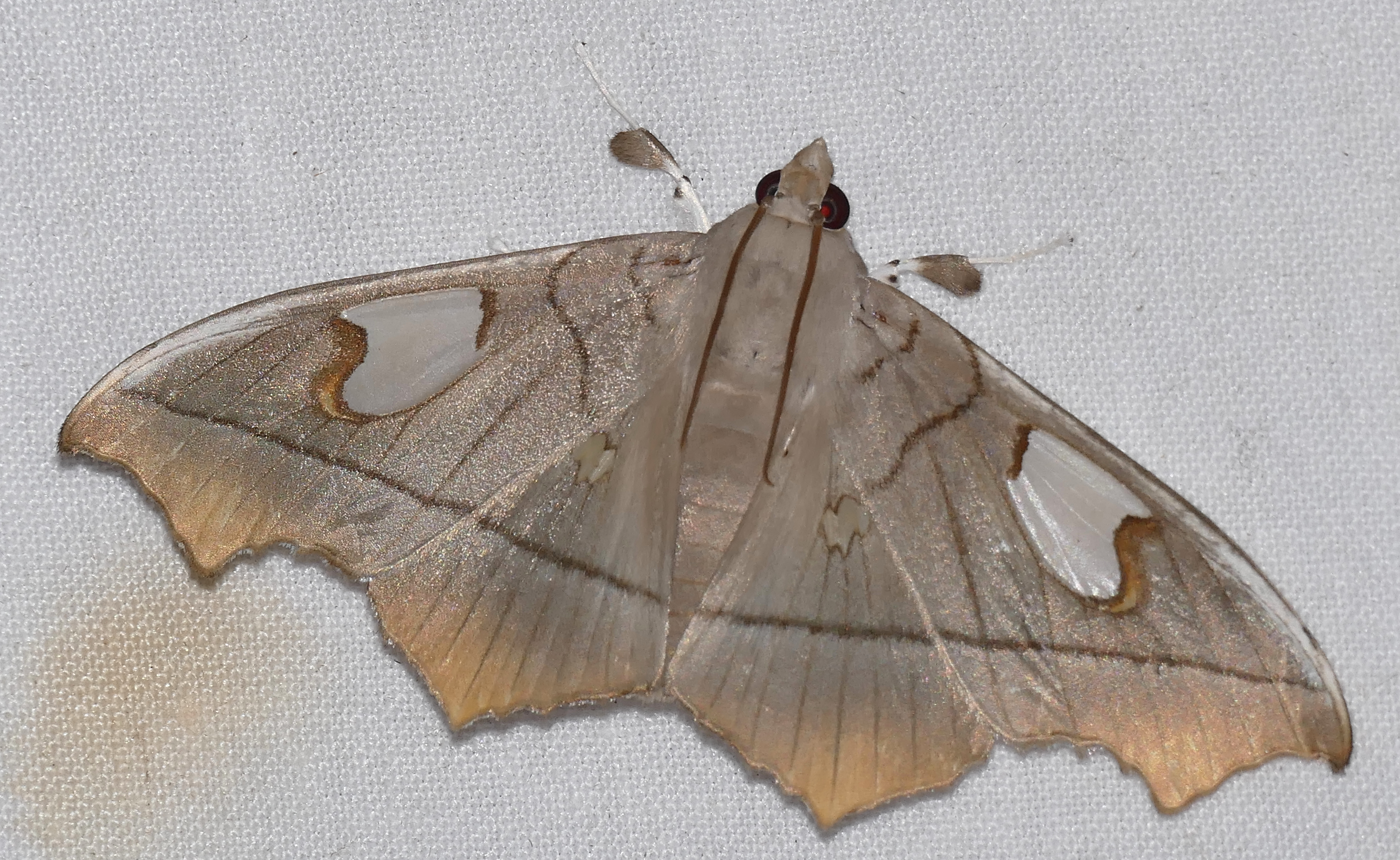
Midilinae, Midila lamia
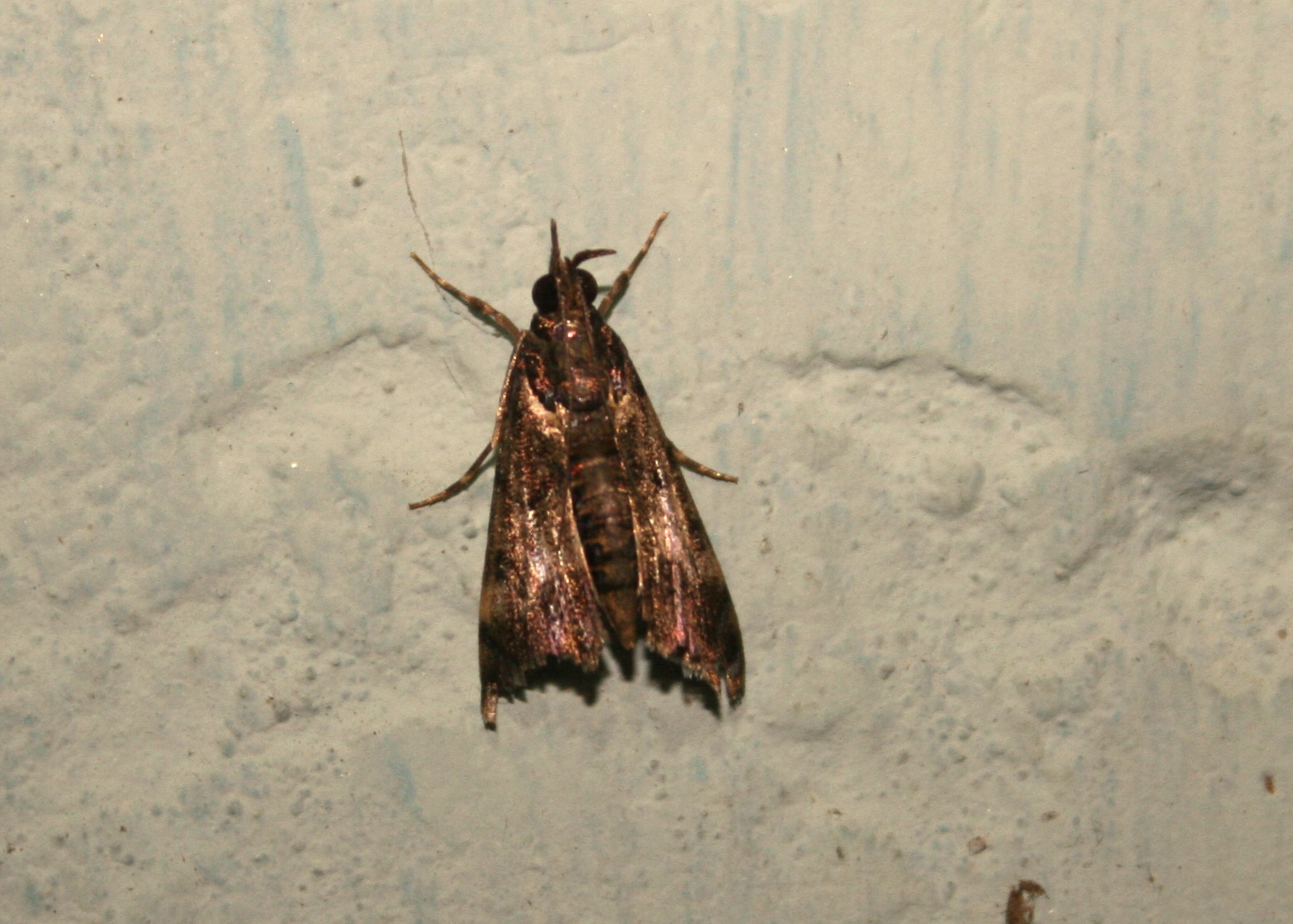
Noordinae, Noorda blitealis
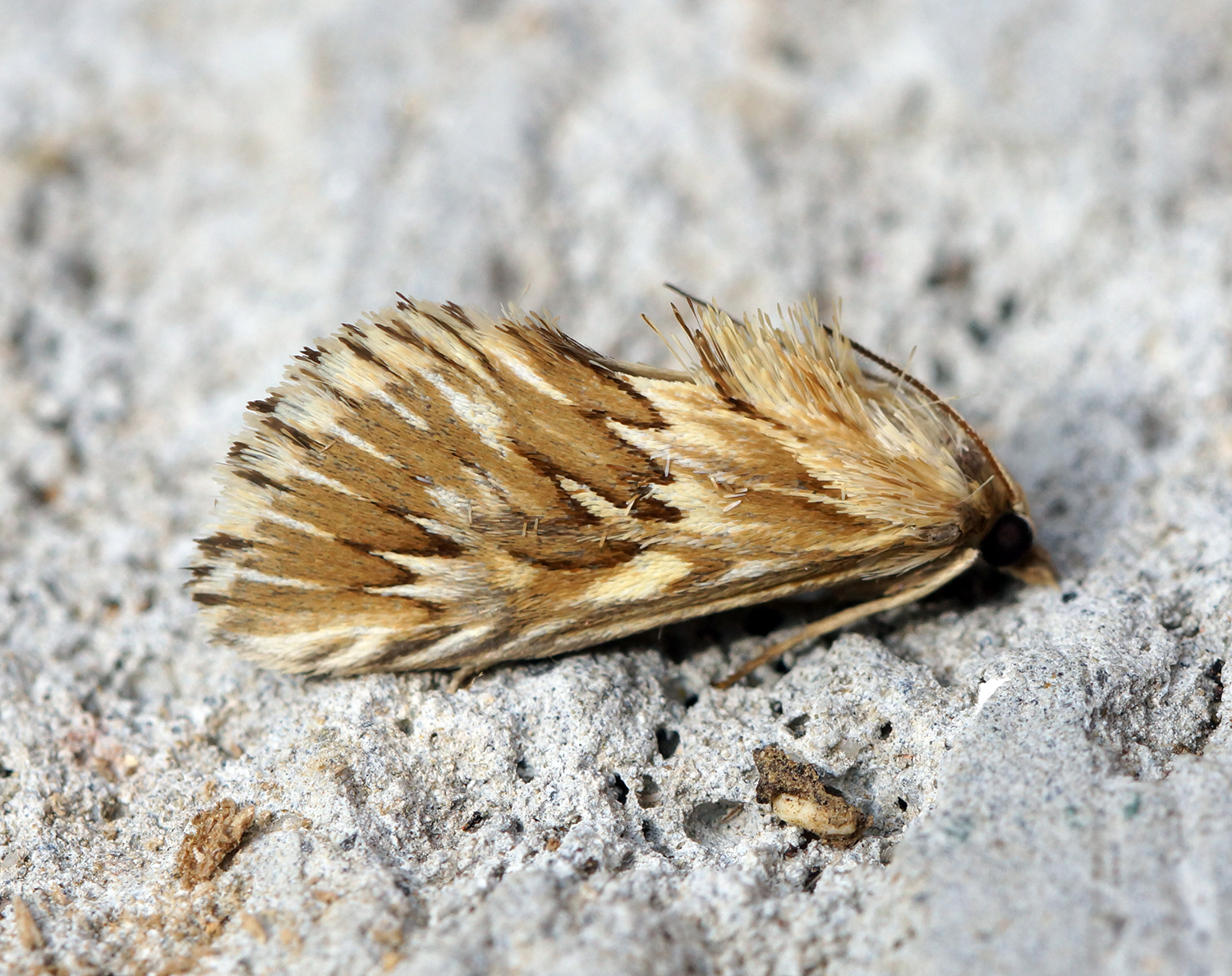
Odontiinae, tandmott, Cynaeda dentalis
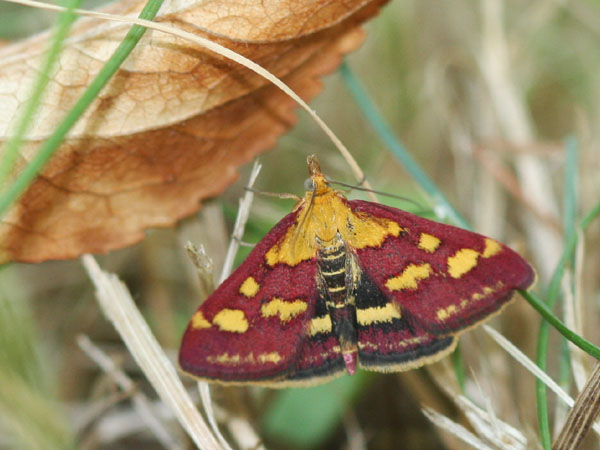
Pyraustinae, purpurljusmott, Pyrausta purpuralis
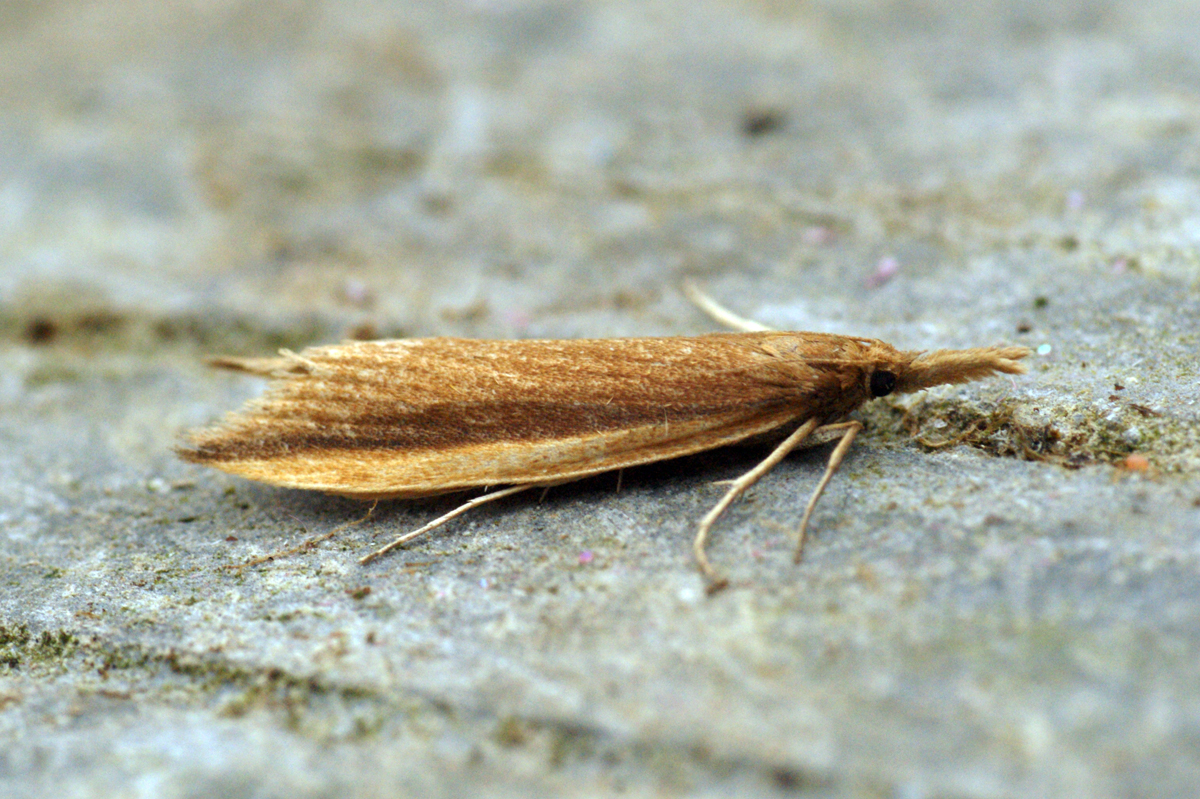
Schoenobiinae, spetssävmott, Donacaula mucronella
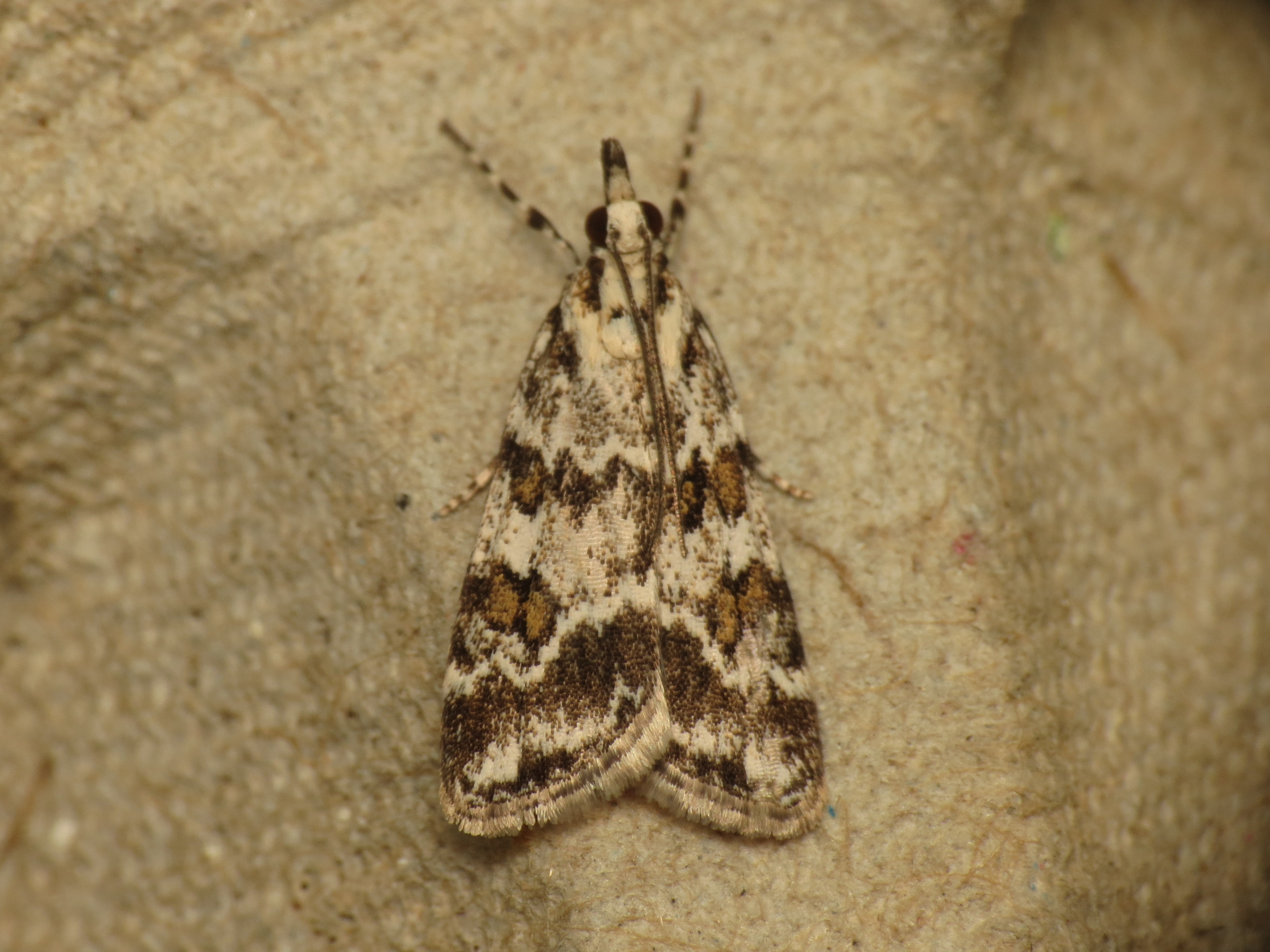
Scopariinae, skarptecknat ugglemott, Scoparia pyralella
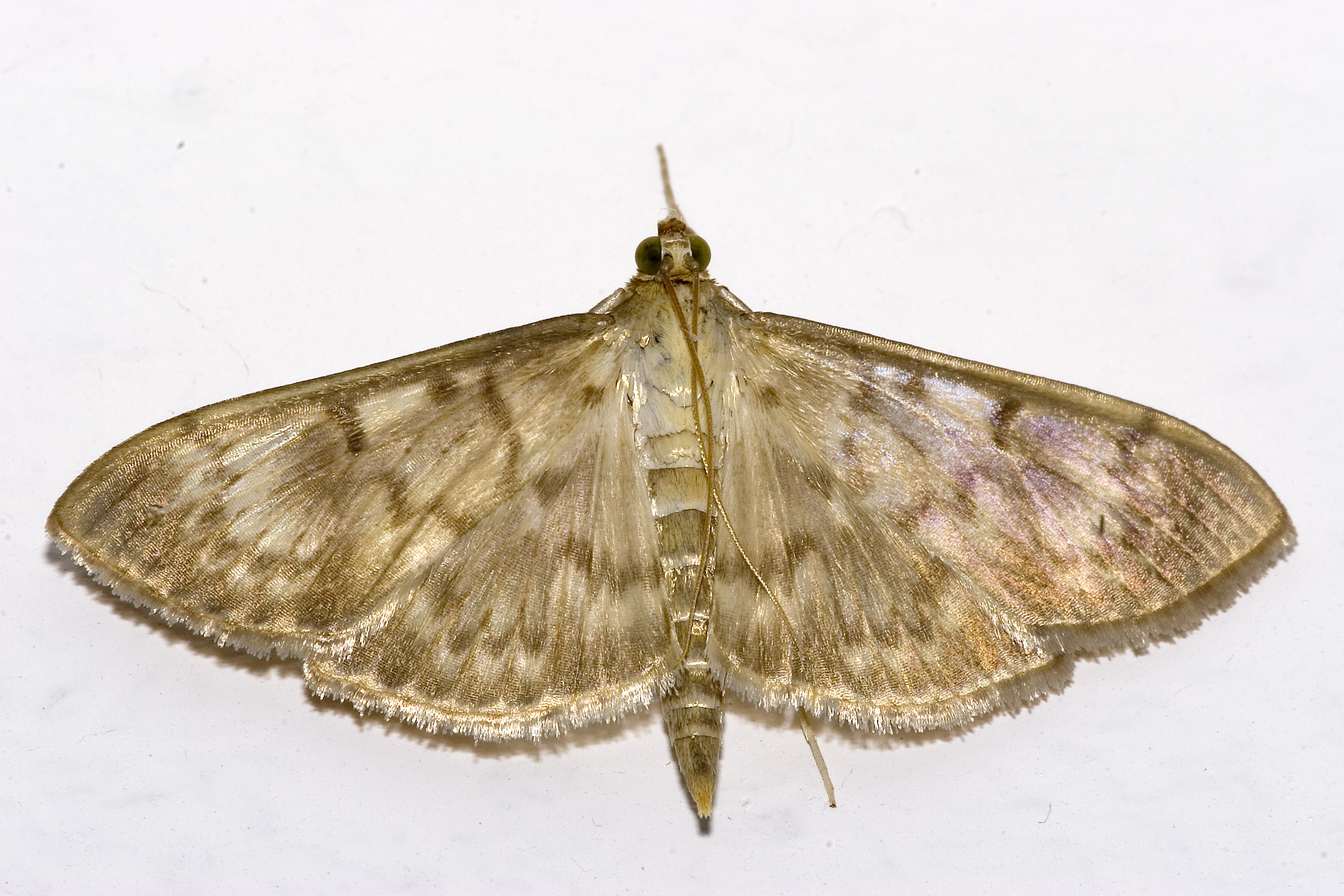
Spilomelinae, större nässelmott, Patania ruralis
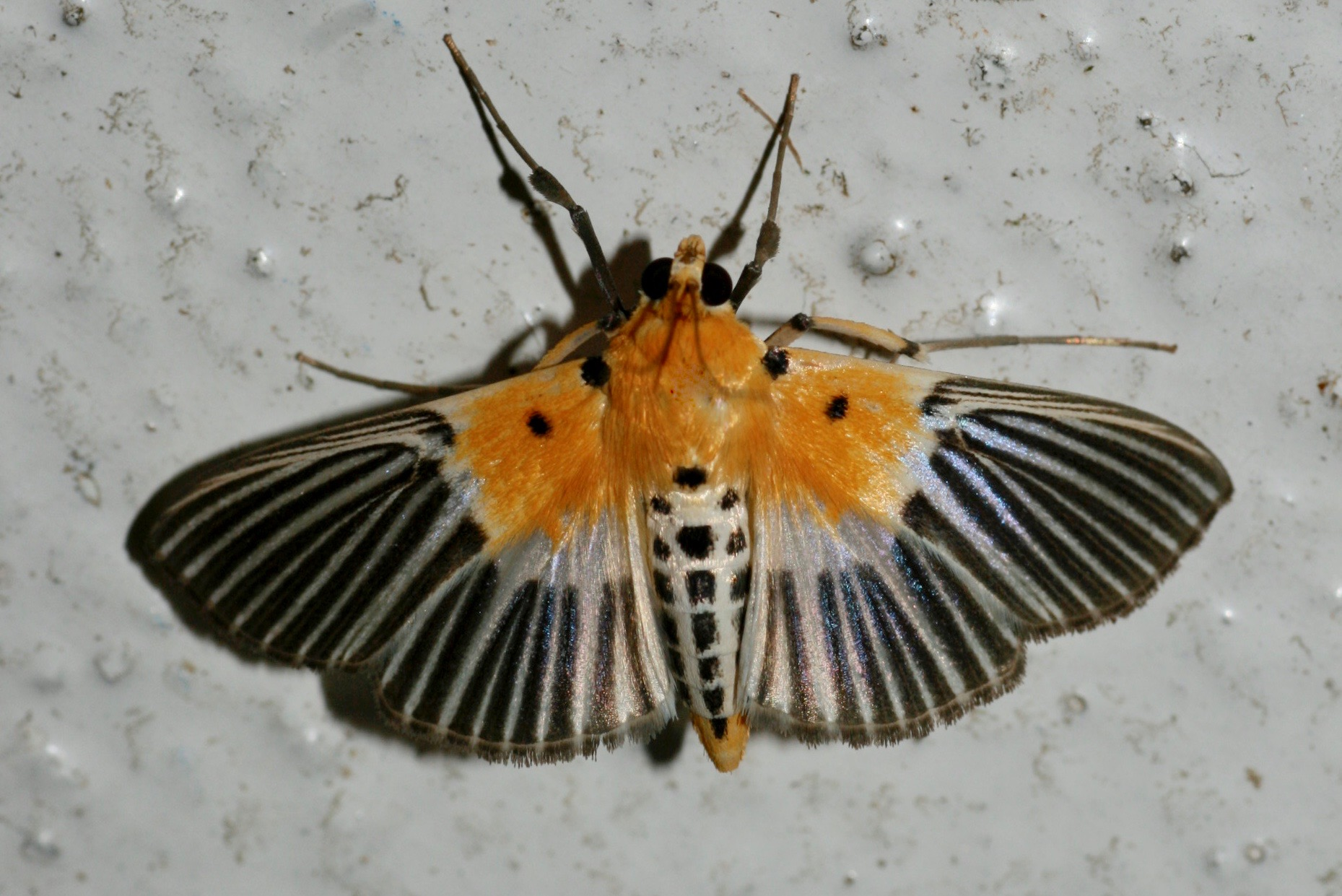
Wurthiinae, Nevrina procopia

Exempel på solmott, en bild per underfamilj

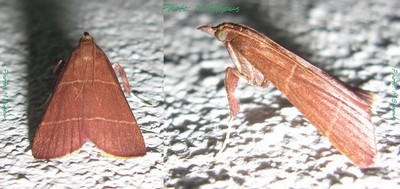
Chrysauginae, Parachma lequettealis
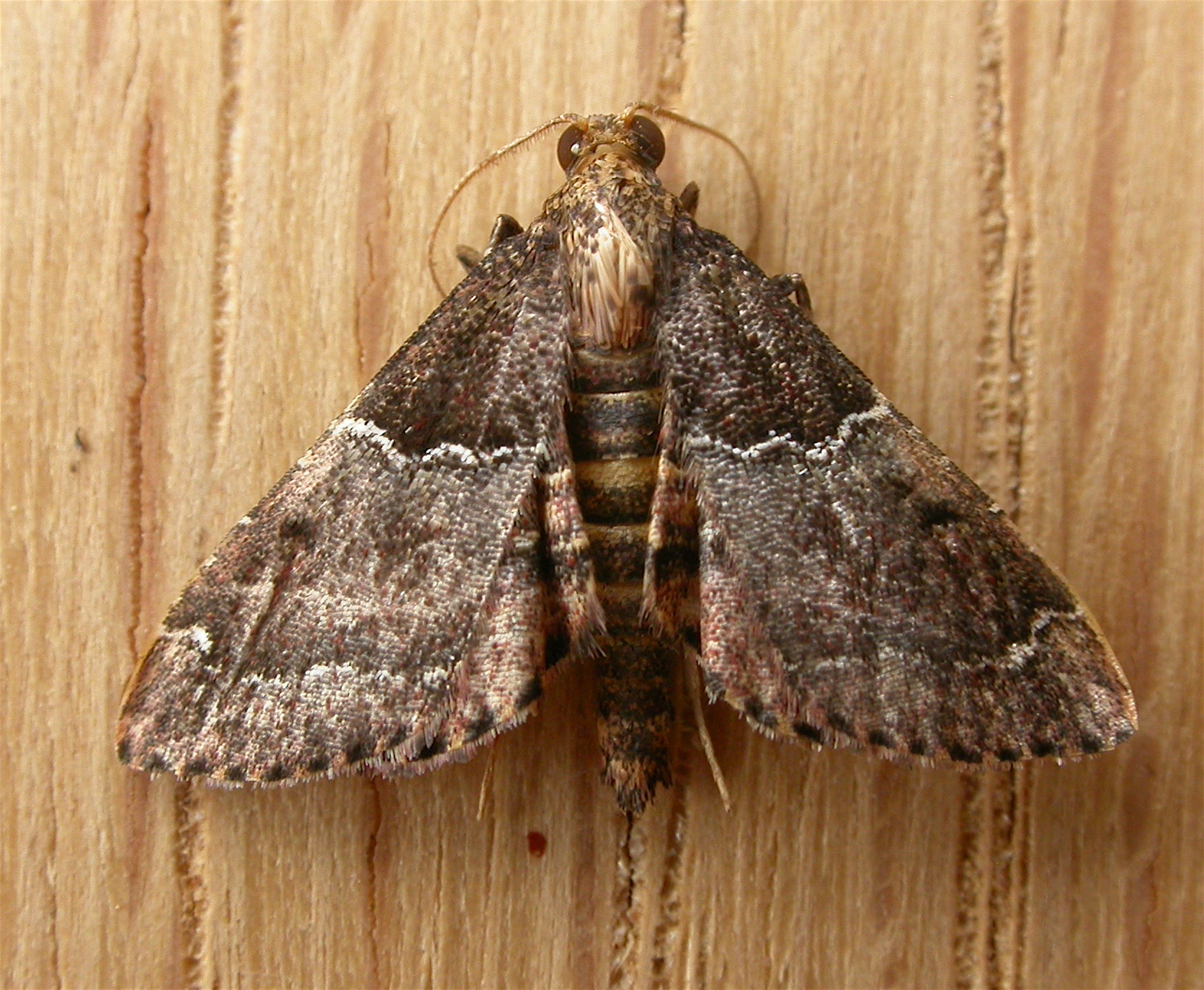
Endotrichinae, Persicoptera compsopa
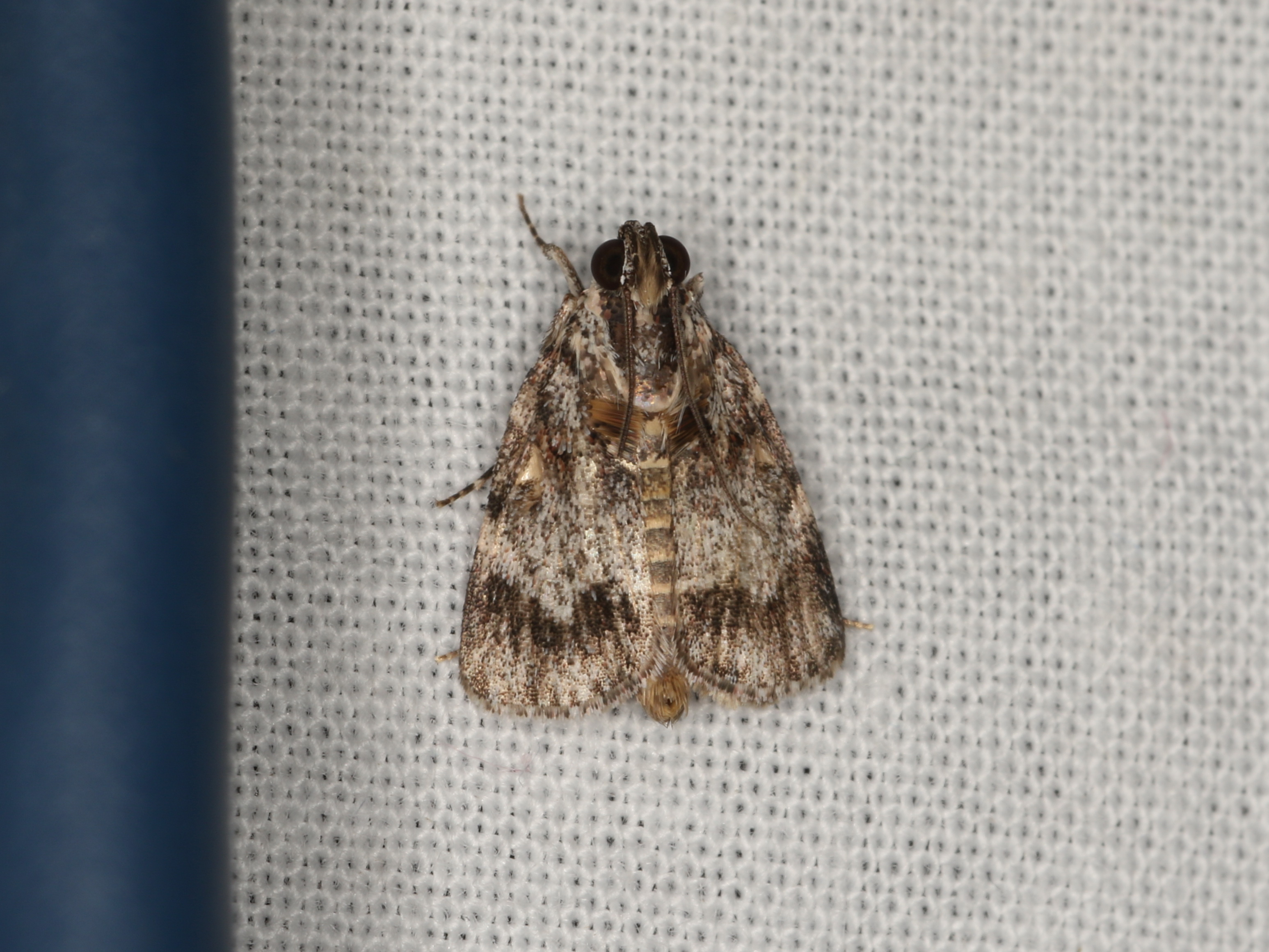
Epipaschiinae, Spectrotrota fimbrialis
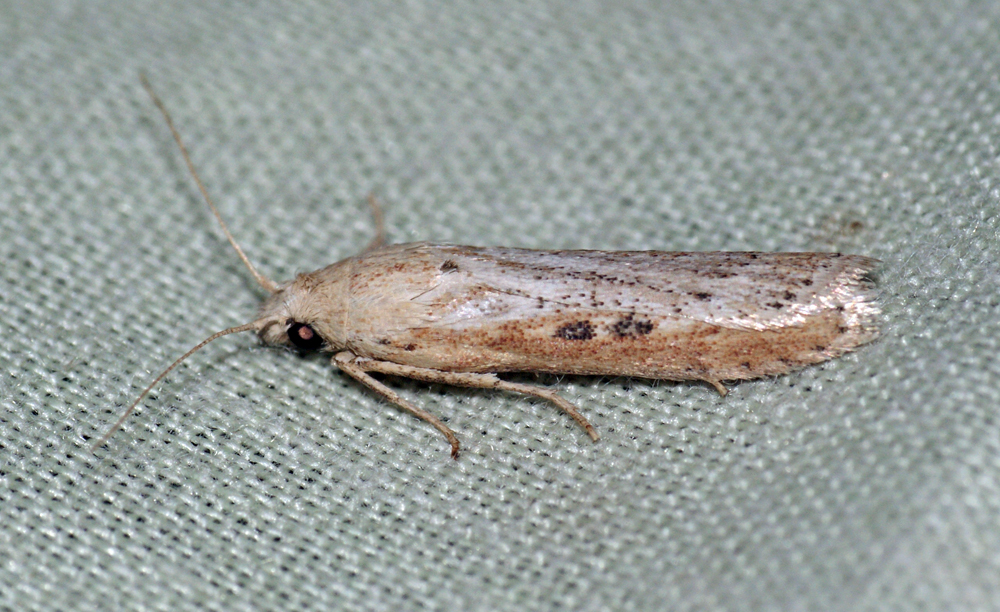
Galleriinae, sandflymott, Aphomia zelleri
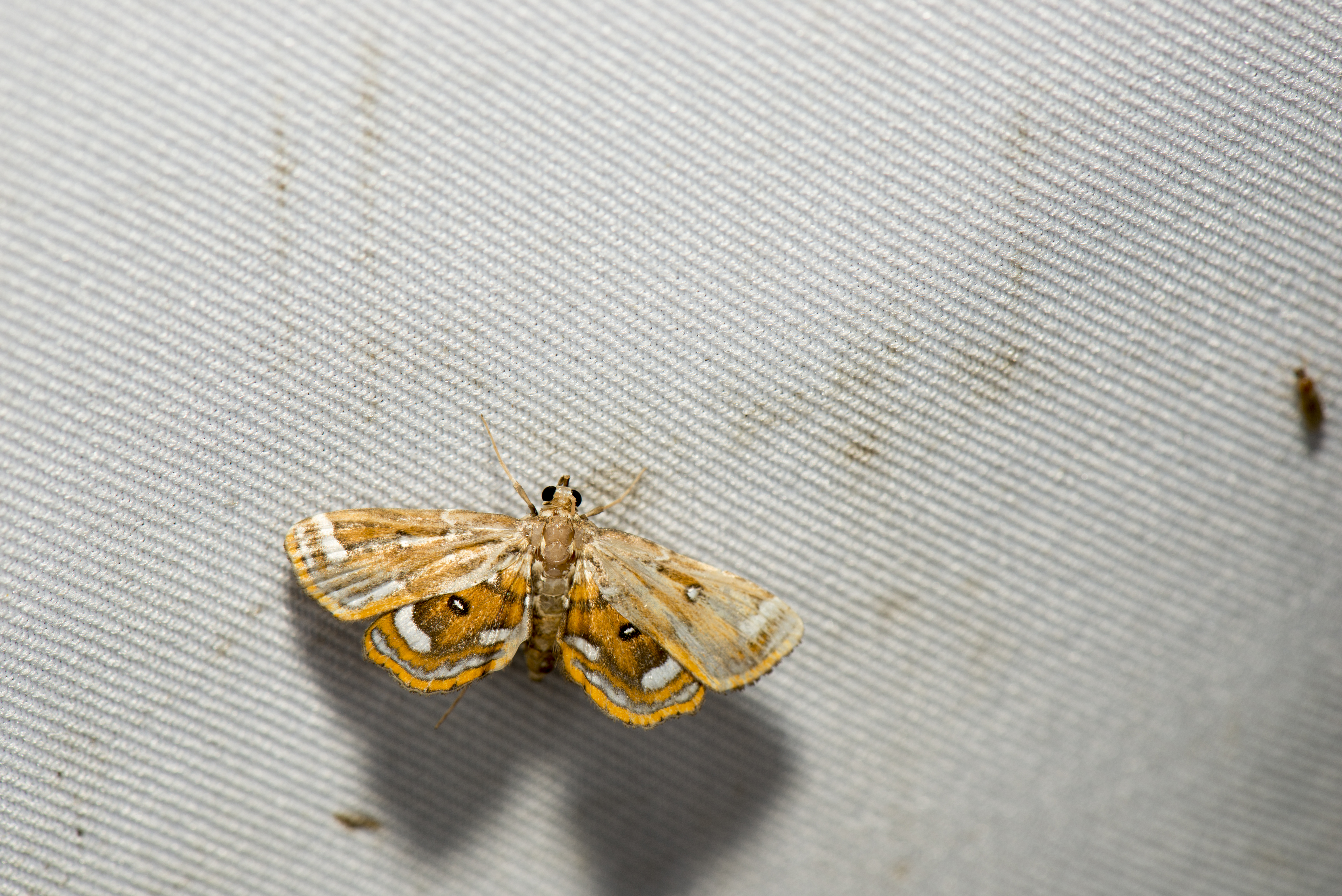
Musotiminae, Cymoriza taiwanalis
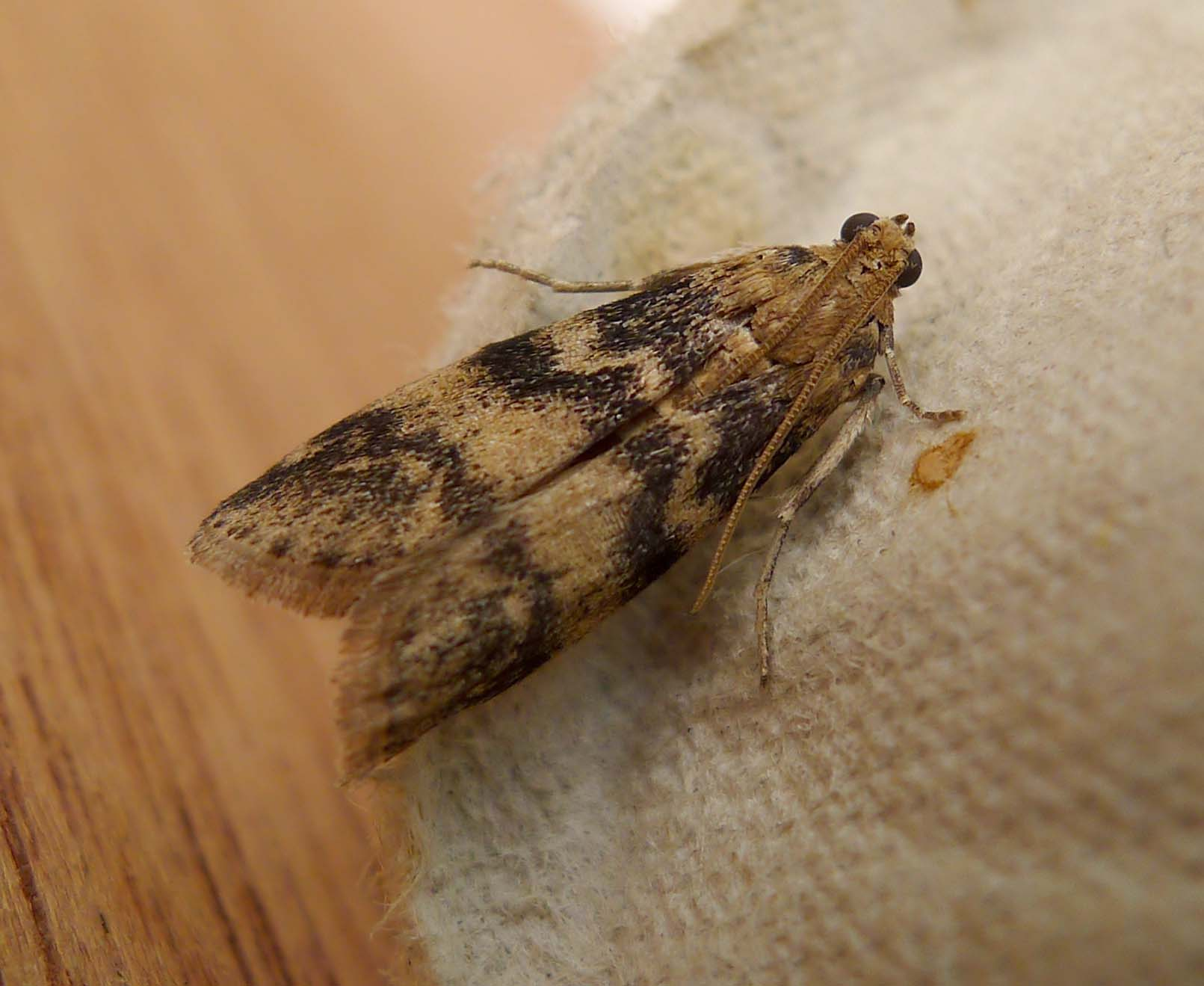
Phycitinae, askbarkmott, Euzophera pinguis
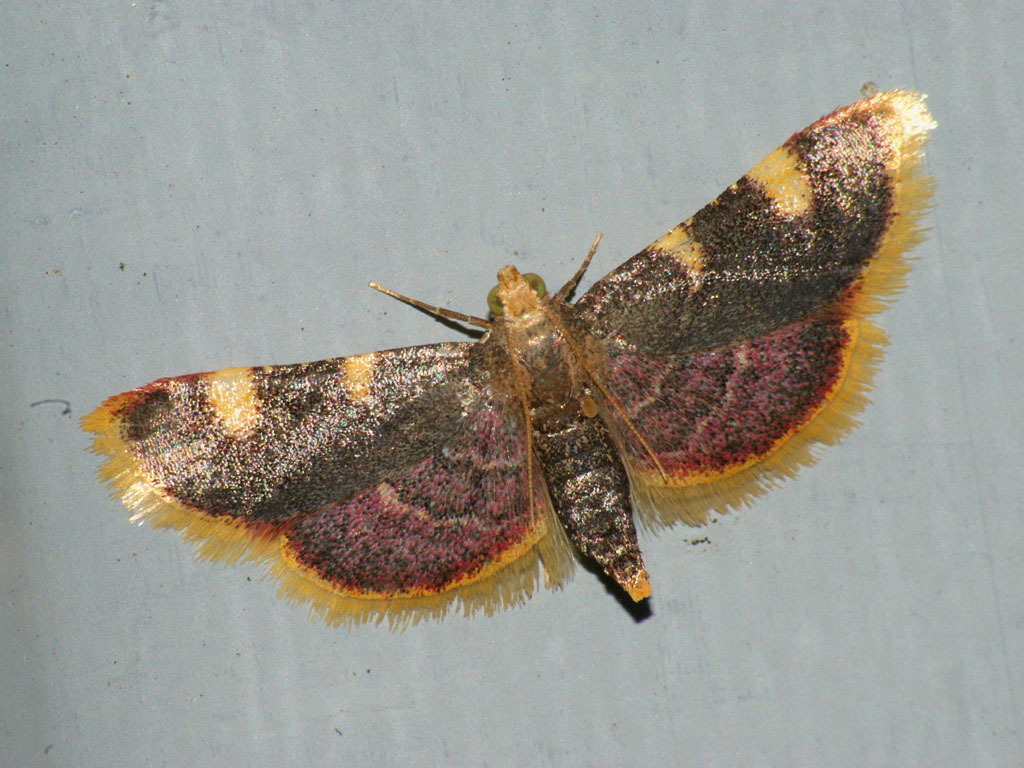
Pyralinae, högstjärtsmott, Hypsopygia costalis